# Due mamme di troppo
Due mamme di troppo è un film per la televisione del 2009, diretto da Antonello Grimaldi e andato in onda l'8 gennaio 2009 su Canale 5.
Pensato come episodio pilota per un'eventuale serie TV, ha avuto un buon riscontro di pubblico, portando la produzione a ricavarne una miniserie, chiamata inizialmente 2 mamme di troppo e poi rimontata con il titolo L'amore non basta (quasi mai...).

## Trama
Lellè Pelliconi, emigrata dal sud e rimasta vedova, lavora come massaggiatrice a Torino. La sua vita cambia quando sua figlia Rita si innamora di Alessandro, giovane e fascinoso manager figlio dell'aristocratica Gabriella Terrani Du Bessè che è, fra l'altro, sua cliente. L'amore dei due giovani è ostacolato da entrambe le madri. Lellè non vuole che la figlia si leghi ad un esponente della Torino snob e senza scrupoli che finirebbe per farla soffrire, mentre Gabriella non vuole che nella propria famiglia blasonata entri una ragazza di umili origini. A complicare la situazione c'è il fatto che Rita ha già un figlio nato da una precedente relazione finita male, mentre Alessandro è stabilmente fidanzato.
Superate le non poche difficoltà, i due giovani decidono di sposarsi. Anche le loro madri danno una svolta alle loro vite; Gabriella scopre l'infedeltà del marito e divorzia, mentre Lellè inizia a frequentare il capo di Alessandro. Quando tutto sembra andare per il meglio, proprio le carriere professionali dei due giovani rischiano di dividerli. Solo l'intervento delle due madri, ora diventate amiche e complici, riesce a salvare il rapporto dei figli che si trasferiscono a Parigi. Le madri, rimaste sole e con una enorme villa vuota, decidono di unirsi in società ed aprire un piccolo albergo: il "Relais delle suocere".